# DI Chamaeleontis
Désignations
DI Chamaeleontis (en abrégé DI Cha), aussi connu sous les désignations Hen 3-593 ou HIP 54365, est un système stellaire quadruple dans la constellation du Caméléon. Le système est situé à environ 616 années-lumière de la Terre.
DI Cha est une étoile variable de type T Tauri, un jeune objet stellaire qui approche de la séquence principale. Sa magnitude visuelle varie de façon irrégulière entre 10,65 et 10,74. Bien que visuellement peu brillant, il a été remarqué à cause des importantes raies d'émission dans son spectre.
En 1977, un compagnon de DI Cha beaucoup moins brillant a été observé. La séparation a été plus tard mesurée à 4,6", soit environ 644 unités astronomiques (ua). Il a été découvert que la composante B est une paire d'étoiles séparées par seulement 0.066", soit environ 10 ua, et toutes deux de type spectral M5,5. Enfin, un compagnon a été trouvé à 0,2'' de l'étoile principale variable, compagnon de type spectral M6.